# Greg Grossmann
Gregory Grossmann, detto Greg (Hamilton, 5 luglio 1966), è un ex sciatore alpino canadese.

## Biografia
Specialista delle prove tecniche originario di Ancaster, Grossmann debuttò in campo internazionale in occasione dei Mondiali juniores di Sugarloaf 1984; ai XV Giochi olimpici invernali di Calgary 1988, sua unica presenza olimpica, non completò né lo slalom gigante né lo slalom speciale. Nella stagione 1988-1989 in Nor-Am Cup si aggiudicò la classifica di slalom speciale; non ottenne piazzamenti in Coppa del Mondo o ai Campionati mondiali.

## Palmarès

### Nor-Am Cup
- Vincitore della classifica di slalom speciale nel 1989[senza fonte]